# Baby Boss - Di nuovo in affari
Baby Boss - Di nuovo in affari (The Boss Baby: Back in Business) è una serie televisiva animata prodotta dalla DreamWorks Animation che fa da seguito al film del 2017 Baby Boss, liberamente tratto dall'omonimo libro di Marla Frazee. La serie è stata distribuita su Netflix dal 6 aprile 2018 al 17 novembre 2020 in tutti i paesi in cui il servizio è disponibile.

## Trama
Ambientata tra il primo e il secondo film, la serie segue Baby Boss e il suo fratello maggiore Tim, mentre navigano nel mondo della Baby Corp del fratellino che sa parlare e caminare e ragionare come un adulto ma bevendo un tipo di late in polvere segretissima.

## Episodi
| Stagioni         | Episodi | Prima TV USA | Prima TV Italia |
| ---------------- | ------- | ------------ | --------------- |
| Prima stagione   | 13      | 2018         | 2018            |
| Seconda stagione | 13      | 2018         | 2018            |
| Terza stagione   | 11      | 2020         | 2020            |
| Quarta stagione  | 12      | 2020         | 2020            |

### Speciale
| Titolo originale              | Titolo italiano                  | Prima TV USA      | Prima TV Italia   |
| ----------------------------- | -------------------------------- | ----------------- | ----------------- |
| The Boss Baby: Get That Baby! | Baby Boss - Prendi quel bambino! | 1º settembre 2020 | 1º settembre 2020 |

## Personaggi e doppiatori
| Personaggio                          | Doppiatore originale     | Doppiatore italiano    |
| ------------------------------------ | ------------------------ | ---------------------- |
| Theodore Lindsay Templeton/Baby Boss | JP Karliak               | Massimo Rossi          |
| Timothy Leslie "Tim" Templeton       | Pierce Gagnon            | Giulio Bartolomei      |
| Ted Templeton Sr. (papà)             | David W. Collins         | Alessandro Budroni     |
| Janice Templeton (mamma)             | Hope Levy                | Rossella Acerbo        |
| Jimbo                                | Kevin Michael Richardson | Massimiliano Alto      |
| Staci                                | Alex Cazares             | Letizia Ciampa         |
| I Terzini (tre gemellini)            | Eric Bell Jr.            | Emanuele Suarez        |
| Mega CEO o Mega Ciccio               | Flula Borg               | Fabrizio Vidale        |
| Bootsy Cardigat                      | Jake Green               | Alessandro Quarta      |
| Magnus                               | David Lodge              | Francesco De Francesco |
| Manager Baby Hendershot              | Brandon Scott            | Edoardo Stoppacciaro   |
| Marsha Krinkle                       | Kari Wahlgren            | Alessandra Korompay    |